# Окончательный анализ
«Окончательный анализ» (англ. Final Analysis) — американский психологический триллер режиссёра Фила Джоану по рассказу Роберта Бёрджера и Уэсли Стрика. Премьера фильма состоялась 7 февраля 1992 года.

## Сюжет
В Сан-Франциско психиатр-фрейдист Айзек Барр лечит Дайану Бейлор, женщину с обсессивно-компульсивным расстройством, страдающую от пугающих детских воспоминаний, которые включают в себя образы её пьяного отца и его смерти в огне. Айзек начинает беспокоиться о навязчивой привычке Дайаны проверять пистолет, который дала ей сестра. Дайана предлагает Айзеку встретиться со своей сестрой, Хитер Эванс, которая знает вещи о родителях, которые могут пролить свет на её неврозы. Хитер говорит ему, что Дайана подверглась сексуальному насилию со стороны их отца, и отрицает, что дала ей пистолет. Она рассказывает ему, что несчастливо вышла замуж за гангстера Джимми Эванса, которого ненавидит и боится. Айзек признаётся, что находит ее неотразимой, и они занимаются любовью. Хитер признаётся, что она и мать Дайаны ушли после того, как их отец изнасиловал Дайану. Впоследствии их отец погиб в пожаре, который, как подозревала полиция, могла устроить Дайана. Хитер защитила свою сестру, которая с тех пор заблокировала это воспоминание в своей памяти.
Во время общественного ужина с Джимми Хитер симулирует алкогольное отравление, выпивая вино и впоследствии доставляется в больницу. Она выздоравливает в отделении неотложной помощи и ускользает с Айзеком к заброшенному маяку около моста Золотые Ворота. Поднимаясь по лестнице на балкон, она случайно роняет свою сумочку и выпускает металлическую ручку гантели, которую держит для самозащиты. Решив помочь Хитер уйти от мужа, Айзек просит своего друга, адвоката Майка О’Брайена, расследовать незаконную деятельность Джимми. Майк сообщает Айзеку, что Джимми находится под федеральным следствием за множество финансовых преступлений. Он предупреждает Айзека держаться подальше от жены гангстера, но влюблённый Айзек следует за ней и Джимми в ресторан. Жалуясь на плохое самочувствие, Хитер покидает ресторан рано, и Айзек подвозит её до дома. Позже той ночью она пьёт лекарство от кашля, которое вызывает ещё один эпизод интоксикации. Когда Джимми возвращается домой и принуждает её заняться любовью, она хватает одну из металлических гантелей и наносит удар по его голове. Он падает в наполненную ванну и тонет.
Хитер задержана и арестована по подозрению в убийстве Джимми. Айзек нанимает Майка для её защиты и заручается помощью эксперта по интоксикации. Эксперт свидетельствует в суде, что некоторые из его пациентов причинили вред себе или другим в муках патологического опьянения. Благодаря его показаниям и отсутствию орудия убийства Хитер освобождается от уголовной ответственности за убийство Джимми из-за временного безумия, однако она приговорена к заключению в психиатрическом учреждении, откуда может быть освобождена через четыре-шесть недель в зависимости от заключения врачей. Айзек является главой психиатрического отделения в Оверленде и уверяет Хитер, что она будет освобождена как можно скорее. Во время совещания Айзек подслушивает, как коллега произносит речь об одном из пациентов Зигмунда Фрейда, у которого были постоянные сны об организации цветов, тот же сон, который Дайана описала ему во время предыдущего сеанса. Айзек понимает, что Дайана сфабриковала эти истории. Он сталкивается с охранником здания суда, который узнал Хитер перед её судом, и он вспоминает, что она часто посещала здание суда в качестве зрителя, когда Айзек выступал свидетелем защиты. Майк говорит Айзеку, что брат Джимми недавно скончался, сделав Хитер бенефициаром 4-миллионного полиса страхования жизни Джимми. Айзек идет в больницу, чтобы обличить Хитер, которая признаётся в уловке, но требует не препятствовать ей. Она утверждает, что спрятала гантель, которой она убила Джимми, покрытую отпечатками пальцев Айзека после того, как он коснулся её на маяке. За пределами больницы полицейский детектив Хаггинс допрашивает Айзека, которого подозревает в убийстве мужа своей возлюбленной в обмен на сокращение страхового полиса Джимми. Айзек возвращается в психиатрическую больницу и говорит Хитер, что сообщил о её преступлении двум помощникам окружного прокурора, которые хотят взять у нее интервью. Она напоминает ему о невозможности двойного наказания за одно преступление согласно пятой поправке к Конституции США, и соглашается на расследование.
На комиссии Хитер обвиняет Айзека в убийстве её мужа. По её просьбе Дайана присоединяется к ней, но не приносит гантель, которую Хитер планировала передать в качестве доказательства вины Айзека. Хитер кричит на свою сестру, и ещё больше теряет самообладание, когда обнаруживает, что следователи — психиатры больницы, а не прокуроры, как сказал Айзек. Некоторое время спустя Айзек встречает Дайану, которая изменила причёску, чтобы выглядеть как Хитер. Она уверяет его, что уронила уличающую гантель в залив, но Айзек не доверяет ей. Майк нанимает Пепе Карреро, бывшего клиента, чтобы сопровождать Дайану, пока она навещает свою сестру.
Хотя Хитер хочет, чтобы Дайана доставила гантель детективу Хаггинсу, Дайана слишком нервничает, чтобы пройти через это. Хитер принуждает её сменить одежду в ванной, чтобы сбежать из больницы в облике сестры, в то время как сама Дайана остаётся заключённой. Пепе следует за Хитер и пытается отобрать гантель у неё, но она стреляет ему в грудь. Она звонит Хаггинсу и договаривается встретиться с ним на пристани. Айзек догоняет Пепе, когда его увозят в машине скорой помощи, затем несётся к пристани, как раз когда Хитер передаёт гантель Хаггинсу. Айзек успевает схватить гантель, что делает его старые отпечатки бесполезными для следствия. Хитер берёт двух заложников под дулом пистолета и заставляет Хаггинса уехать от пристани.
Начинается ливень, и их машина падает в океан. Айзек спасается из тонущего автомобиля, и Хитер следует за ним к заброшенному маяку, расположенному поблизости. Когда она преследует Айзека на балкон, он делает вывод, что на самом деле Хитер, а не Дайана, была изнасилована отцом, и она, должно быть, подожгла его. Часть балкона обрывается, заставляя Айзека упасть. В этот момент появляется Хаггинс. Хитер целится в него из пистолета, но Айзек протягивает руку с балкона и тянет его за край. Она падает навзничь, и Айзек забирается внутрь. Дайану судят как сообщницу Хитер, но оправдывают.

## В ролях
- Ричард Гир — доктор Айзек Барр
- Ким Бейсингер — Хитер Эванс
- Ума Турман — Дайана Бейлор
- Эрик Робертс — Джимми Эванс
- Пол Гилфойл — Майк О’Брайен
- Кит Дэвид — детектив Хаггинс
- Роберт Харпер — Алан Лоуэнталь
- Агустин Родригес — Пепе Карреро
- Тони Дженаро — Эктор
- Ширли Престиа — окружной прокурор Кауфман
- Кори Фишер — судмедэксперт
- Джек Ширер — врач-консультант страховой компании
- Дерик Александер — санитар
- Чарли Холлидэй — старшина присяжных
- Рико Аланис — пожилой испанец

## Съёмочная группа
- Режиссёр-постановщик: Фил Джоану
- Сценарист: Уэсли Стрик
- Продюсеры: Пол Юнгер Уитт, Чарльз Роуэн, Тони Томас
- Оператор: Джордан Кроненуэт
- Композитор: Джордж Фентон

## Номинации
- 1992 — MTV Movie Award:
  - номинация на самую желанную женщину — Ким Бейсингер
- 1993 — Золотая малина:
  - номинация на худшую женскую роль — Ким Бейсингер
  - номинация на худший фильм — Пол Юнгер Уитт, Чарльз Роуэн и Тони Томас
  - номинация на худший сценарий и сюжет — Роберт Бёрджер и Уэсли Стрик